# Złudzenia życia
Złudzenia życia (ang. The Citadel) – brytyjski film z 1938 roku w reżyserii Kinga Vidora.

## Nagrody i nominacje
| Nazwa nagrody | Wygrane            | Nominacje |
| ------------- | ------------------ | --- |
| Oscar         | 1939 bez rezultatu | 1939 Najlepszy film wytwórnia Metro-Goldwyn-Mayer Najlepszy aktor pierwszoplanowy Robert Donat Najlepszy reżyser King Vidor Najlepszy scenariusz Elizabeth Hill, Frank Wead, Ian Dalrymple |

| Organizacja                                    | Wygrane             | Nominacje    |
| ---------------------------------------------- | ------------------- | ------------ |
| Stowarzyszenie Nowojorskich Krytyków Filmowych | 1938 Najlepszy film | 1938 wygrana |